# Ester (Castro Daire)
Ester is een plaats (freguesia) in de Portugese gemeente Castro Daire en telt 320 inwoners (2001).